# أمينة ذيبان
أمينه ذيبان ناقدة وشاعرة إماراتية ورئيسة لجنة التحكيم في الجائزة العالمية للرواية العربية لعام 2016 وتعتبر أكاديمية متخصصة في علوم الأدب والسرديات وهو أدب روائي عربي حديث.

## عن حياتها
ولدت أمينة ذيبان في الإمارات العربية المتحدة ، ونشأت في بيئة ثقافية غنية شجعتها على حب القراءة والكتابة منذ صغرها، وهي أكاديمية متخصصة في علوم الأدب والسرديات ، ولها العديد من الدراسات المهمة غي هذا المجال، وهي حاصلة على شهادة الماجستير في الدراسات الشرق أوسطية والدكتوراة (فلسفة الأدب العربي الحديث: علم السرد) من مركز الدراسات الشرقية والإفريقية، جامعة لندن ، وكانت الدراسة بإشراف من الناقد البروفيسور "صبري حافظ" وكان موضوعها أدب الروائي الراحل عبدالرخمن منيف، ولأمينة دراسات في لغة إنجليزية - كامبريدج، ودراسة في الشعر المقارن (قبرص - الولايات المتحدة) ولقد سبق لها وأن عملت في الإعلام والصحافة.
ذبيان من مثقفي جيل الثمانينات، كانت تنشر نتاجها الشعري في البداية تحت اسم مستعار "سارة حارب" ثم انقطعت عن النشر لفترة طويلة كانت بمثابة نوع من التأمل وتقييم للذات والواقع بالاضافة إلى انشغالها في الدراسة والبحث. وذيبان عملت فترة في صحيفتي الأتحاد، والبيان الإماراتيتان.
وبرزت ذيبان كشاعرة وناقدة أماراتية مرموقة لها حضورها البارز في الساحة الثقافية العربية، تميز شعرها بعمقه وجماله وتناوله للعديد من القضايا الإنسانية والاجتماعية مثل: الحب والحنين إلى الوطن والهموم العربية، وهي تعد من أبرز الأصوات الشعرية النسائية العربية، حصلت ذيبان على العديد من الجوائز التقديرية ومنها "جائزة بوسعيد للابداع الأدبي" عام 2009م. ونجحت ذيبان بالتفرد في رسم صورها الشعرية المعبرة، حتى باتت من قلائل اللاتي يتربعن على عرش الشعر النسائي في الإمارات والخليج العربي، وعلى الرغم من كل المحاذير التي تفرض على تحرك المرأة في المجتمعات الشرقية، إلا أن ذيبان وفقت لنجاح تجربتها الشعرية مما يدل على حرفيتها وتمنها في هذا الميدان.

## من أعمالها
لها عده أعمال منها:
- «التحول والحداثة في الصحراء: ملحمة القبيلة في مدن الملح» (الصادر بالإنجليزية، 2005).
- «خطاب المفارقة والسخرية في أعمال أميل حبيبي» (1993)
- «زهرة الدم» (مجموعة شعرية، 2013 - ردمك ISBN 9789948404828). والذي يمثل الديوان الشعري الاول لأمينة ذيبان، وقد نال الديوان أستحسان النقاد والقراء على حد سواء.
- " الحداثة والتغيير عند عبدالرحمن منيف".
- "في تداعيات النشيد الآخر"، قصيدة شعرية.
- " إلى العاشقة في المهد"، قصيدة شعرية.
- "فاطمة تطرق النواقيس"، قصيدة شعرية
- في انقطاع العلائق والتماسها" ، قصيدة شعرية
- موت" ، قصيدة شعرية.

والعديد من الأبحاث والدراسات في مجال الرواية العربية والخطاب النسوي العربي الحديث والنقد الأكاديمي. والعديد من المقالات المنشورة في دوريات علمية محلية ودولية مرموقة. كما أنها شاركن غب العديد من الملتقيات الثقافية والأدبية سواء على المستوى المحلي أم على المستوى الدولي، بالإضافة إلى كونها عضو مؤسس لجمعيات محلية وعربية وعالمية.

## مقتطفات من قصائدها[5]
-تقول ذيبان في قصيدتها"نمو متزن"
اختزن اللهفة
في ورق الورد
الأبدي المنهمر
على قلب امرأة
تتلو أوراق الجنة
في صمت الشعراء الأبدي
الأقسى
من عمر يتجاوز
ألف امرأة
مسكون بالورد
وبالحب
وبالشفق المدرك
في رأسي
أتطاول
أدخل في شرفة ليل مسكون باللحظة.
- وتقول في قصيدتها"زهرة الدم"
حشرجة القلب
نذكر فيها
ومنها
هدوء التتار
نذكر فيه
سر ما يعرفون
بلا جهة
-وتقول في قصيدتها "يبصر أو لا يبصر في البصيرة"
تتمادى
على الغيم
أو في مجاهل
هذا الربيع
المطل
على كل هم
وجرم
وكل الذي يعشق الناس
بأمل المقل
المريضة
ضوء
وإنسان عين
يبصر أو لا يبصر في البصيرة

## انظر ايضًا
- أسماء الزرعوني.
- اسماء القاسمي.
- رهف المبارك
- شما البستكي
- شيخة الجابري